# Büchersendung

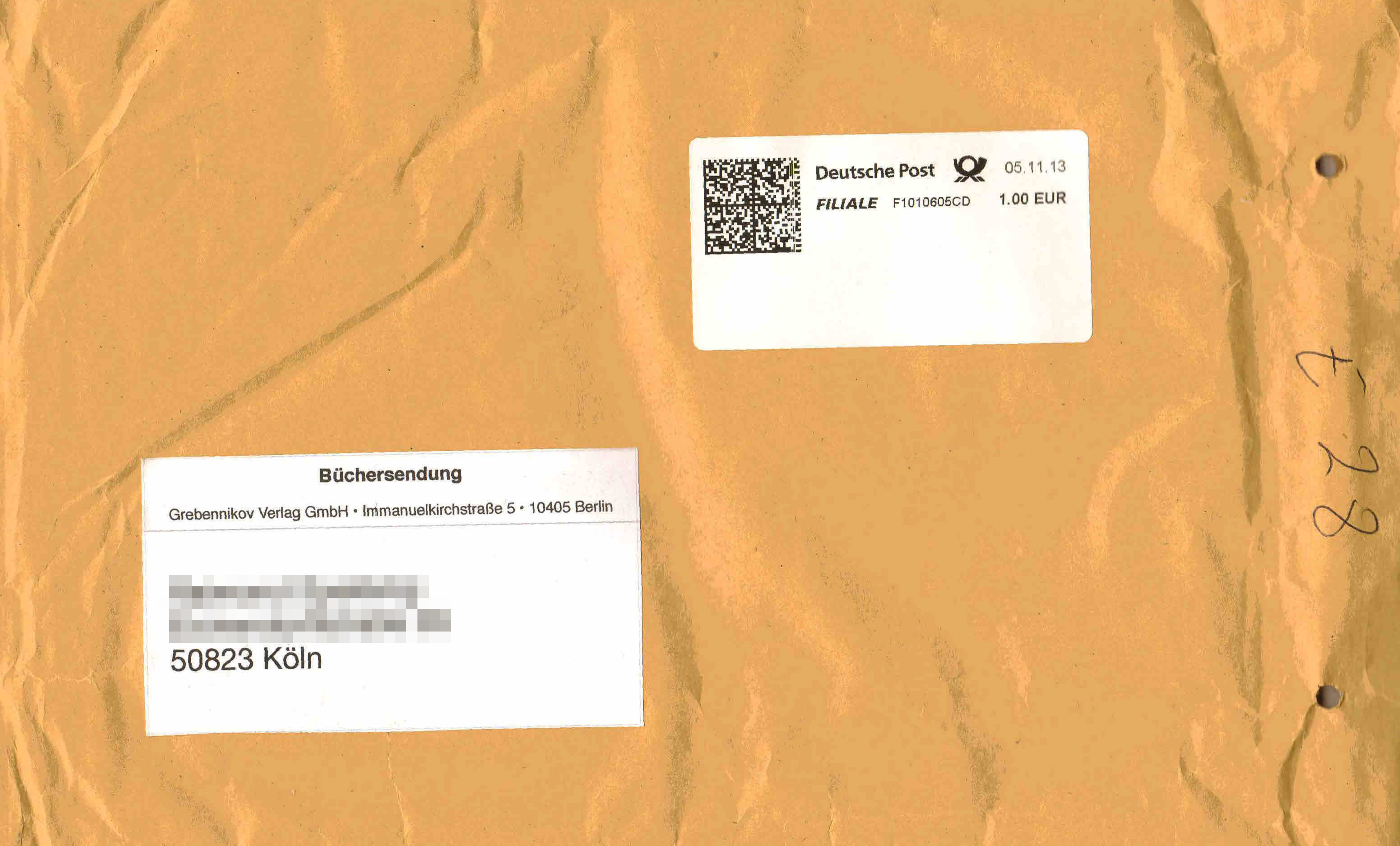
Briefumschlag einer Büchersendung innerhalb Deutschlands, mit sichtbaren Löchern für Musterklammern, aus dem Jahr 2013

Die Büchersendung ist eine Dienstleistung diverser Postdienstleister mit ermäßigtem Porto. Durch die Ermäßigung gegenüber Postpaketen und Päckchen sollte der Versand des Kulturgutes Buch die Bildung der Bevölkerung in Deutschland fördern. Nicht gleichbedeutend ist bzw. war die Büchersendung mit einer Drucksache, die es in den früheren Formen nicht mehr gibt. Vom 1. Juli 1952 an wurden in Anpassung an die Bestimmungen des Weltpostvereins für den internationalen Postdienst Büchersendungen zunächst als Drucksachen zu ermäßigter Gebühr im innerdeutschen Postverkehr zugelassen. 2019/2020 wurde die Büchersendung im nationalen Versand als eigenständige, gegenüber dem Versand anderer Waren besonders ermäßigte Dienstleistung abgeschafft und der Warensendung zugeschlagen.

## Geschichte
Der Versand von Drucksachen ist eng verbunden mit dem Versand gebundener und ungebundener Bücher. Im innerdeutschen Postverkehr konnten seit dem 25. Oktober 1871 auch Bücherzettel zur Drucksachengebühr befördert werden. Sie dienten der Bestellung oder Anbietung von Büchern, Zeitschriften, Bildern und Musikalien. Am 1. Januar 1882 wurden Postaufträge zu Büchersendungen als neue Sendungsart zugelassen und zum 1. Juni 1896 wieder aufgehoben.
In Anpassung an die Bestimmungen des internationalen Postdienstes wurden vom 1. Juli 1952 an übergangsweise „Drucksachen zu ermäßigter Gebühr“ im innerdeutschen Postverkehr zugelassen:
- Zeitungen und Zeitschriften, die im Bundesgebiet herausgegeben und unmittelbar von den Verlegern oder von Zeitungsvertriebsstellen (Zeitungshändlern usw.) versandt werden.
- Bücher, Druckhefte, Musiknoten und Landkarten, die, abgesehen vom Aufdruck auf dem Umschlag und den Schutzblättern, keinerlei Ankündigungen oder Anpreisungen enthalten.

Das Höchstgewicht der Sendung betrug 1 kg. Die Sendungen sind in der Aufschrift mit dem Vermerk „Drucksache zu ermäßigter Gebühr“ zu versehen.
| Drucksache zu ermäßigter Gebühr | 50 g    | 100 g   | 250 g   | 500 g   | 1000 g  |
| ------------------------------- | ------- | ------- | ------- | ------- | ------- |
| 1. Juli 1952                    | 7 Pfg.  | 10 Pfg. | 15 Pfg. | 25 Pfg. | 50 Pfg. |
| 1. März 1963                    | 10 Pfg. | 15 Pfg. | 20 Pfg. | 25 Pfg. | 50 Pfg. |

Die Sendungsform Büchersendung wurde 1964 eingeführt:
| Büchersendung     | 50 g    | 100 g   | 250 g   | 500 g    | 1000 g   | 2000 g   |
| ----------------- | ------- | ------- | ------- | -------- | -------- | -------- |
| 1. August 1964    | 10 Pfg. | 15 Pfg. | 20 Pfg. | 25 Pfg.  | 50 Pfg.  | –        |
| 1. April 1966     | 10 Pfg. | 20 Pfg. | 30 Pfg. | 40 Pfg.  | 70 Pfg.  | –        |
| 1. September 1971 | 20 Pfg. | 30 Pfg. | 40 Pfg. | 50 Pfg.  | 70 Pfg.  | –        |
| 1. Juli 1972      | 20 Pfg. | 30 Pfg. | 40 Pfg. | 60 Pfg.  | 100 Pfg. | –        |
| 1. Juli 1974      | 30 Pfg. | 30 Pfg. | 40 Pfg. | 60 Pfg.  | 110 Pfg. | –        |
| 1. Januar 1979    | 40 Pfg. | 40 Pfg. | 50 Pfg. | 80 Pfg.  | 140 Pfg. | –        |
| 1. Juli 1982      | 50 Pfg. | 50 Pfg. | 70 Pfg. | 100 Pfg. | 180 Pfg. | –        |
| 1. April 1989     | 60 Pfg. | 60 Pfg. | 80 Pfg. | 120 Pfg. | 200 Pfg. | 300 Pfg. |

Alle Preise waren durch die Postgebührenordnung (PostGebO) festgelegt und nach UStG umsatzsteuerfrei. Außerdem gab es folgende Änderungen:
- 1. März 1978: Die innere Verpackung einer Büchersendung darf verschlossen sein, sofern es sich um eine Herstellerverpackung handelt.
- 1. April 1989: Das Maximalgewicht wurde auf 2.000 g erhöht.

| Büchersendung  | Standard (≤20g) | Kompakt (≤50g) | Groß (≤500g) | Maxi (≤1000g) |
| -------------- | --------------- | -------------- | ------------ | ------------- |
| 1. April 1993  | 80 Pfg.         | 110 Pfg.       | 150 Pfg.     | 250 Pfg.      |
| 1. Januar 2001 | 41 ct (Euro)    | 56 ct          | 77 ct        | 128 ct        |
| 1. Januar 2005 | 45 ct           | 60 ct          | 85 ct        | 140 ct        |
| 1. Januar 2013 | -               | -              | 100 ct       | 165 ct        |
| 1. Juli 2018   | -               | -              | 120 ct       | 170 ct        |

Eine Besonderheit gab es bei den Formaten:
- 1. April 1993: Die Sendungsart Büchersendung und Warensendungen werden in Angleichung an die neuen Briefformate ebenfalls als Standard, Kompakt, Groß und Maxi angeboten. Zum 1. April 1993 wird jedoch zunächst nur die Produktgruppe Standard gültig. Für Formate und Maße außerhalb der Standardsendungen gelten noch Übergangsfristen bis zum 31. März 1994. Büchersendungen müssen als solche oberhalb der Anschrift bezeichnet werden
- 1. Januar 2013: Die nach Angaben der Deutschen Post sehr wenig genutzten Produkte Büchersendung Standard und Büchersendung Kompakt werden eingestellt. Bestehen bleiben, wenn auch bei nun erhöhten Preisen, die Büchersendungen Groß (bis 500 g) und Maxi (bis 1.000 g).

Zum 1. Juli 2018 wurden die Preise erhöht. Im Juli 2019 wurde die Büchersendung im nationalen Versand als eigenständige, gegenüber dem Versand anderer Waren besonders ermäßigte Dienstleistung mit einer Übergangsfrist, die Anfang 2020 endete, aufgegeben. Sie wird nunmehr zu den gleichen Bedingungen einer Warensendung behandelt. Um den Wegfall zu kaschieren, verwendete die Deutsche Post AG vorübergehend den Namen Bücher- und Warensendung (kurz BüWa). Zum 1. Juli 2024 hat das Unternehmen den Namen wieder in Warensendung geändert.
| (Bücher- u.) Warensendung | bis 500 g | bis 1.000 g | bis 2.000 g* |
| ------------------------- | --------- | ----------- | ------------ |
| 1. Juli 2019              | 190 ct    | 220 ct      | —            |
| 1. Januar 2022            | 195 ct    | 225 ct      | —            |
| 1. Januar 2024            | 225 ct    | 255 ct      | —            |
| 1. Juli 2024              | 225 ct    | 255 ct      | 340 ct       |

• als „Gewichtszuschlag“

Alle Preise sind Endpreise und umsatzsteuerfrei.

## Im Verkehr mit dem Ausland

Drucksachen zu ermäßigter Gebühr im Auslandsverkehr

Drucksachen im Auslandsverkehr in besonderen Beuteln

### Weltpostvertrag
Auf dem Weltpostkongress 1947 in Paris war das Höchstgewicht für Drucksachen von 2 auf 3 kg erhöht worden. Die Gewichtsstufe bis 2 kg sollte weiterhin für Drucksachen, darüber, bis 3 kg, für Bücher gelten. Damit sollte die Postverwaltungen die Möglichkeit erhalten, für Bücher die allgemeinen Auslandsdrucksachengebühren um bis zu 50 % zu ermäßigen, die „Drucksachen zu ermäßigter Gebühr“. Gleichzeitig sollten die Postverwaltungen den Versand von „Drucksachen in besonderen Beuteln“ zulassen.
Diese Möglichkeiten wurden gemäß Artikel 48 § 3 des Weltpostvertrages von Brüssel (1952) umgesetzt. Die Deutsche Bundespost machte 1954, seit der Gebührenverordnung vom 10. Juni 1954, von dieser Möglichkeit erstmals Gebrauch. Der Weltpostkongress 1957 von Ottawa erhöhte das Höchstgewicht der Drucksachen und Bücher von 3 auf 5 kg. Das Höchstgewicht für die – nunmehr obligatorischen – „Drucksachen in besonderen Beuteln“ wurde auf 30 kg erhöht.

### Bundesrepublik Deutschland
Vom 1. Mai 1949 an sind Drucksachen ins Ausland zugelassen. Die Gebührenermäßigung erstreckt sich nur auf in Deutschland herausgegebene Zeitungen und Zeitschriften, die unmittelbar von den Verlegern oder deren Beauftragten versandt werden.
„Drucksachen in besonderen Beuteln an denselben Empfänger im selben Bestimmungsort“ sind in der Bundesrepublik, ankommend und abgehend, seit dem 1. April 1959 zugelassen worden. Diese Versendungsform hat sich schnell ausgebreitet, sodass im Jahre 1969 bereits rund 2.500 t Drucksachen in besonderen Beuteln abgehend versandt wurden.
Aus den vom Weltpostkongress in Wien (1964) beschlossenen Verträgen des Weltpostvereins ergeben sich für den Auslandspostdienst der DBP vom 1. Januar 1966 an folgende wichtige Änderung:
- Drucksachen zu ermäßigter Gebühr gelten nur für reine Drucksachensendungen.

Das Inkrafttreten der neuen Postzeitungsordnung (PostZtgO, am 1. Januar 1964) und der neuen Postordnung (gültig seit dem 1. Juni 1964) machte es erforderlich, die Bestimmungen für Drucksachen zu ermäßigter Gebühr ins Ausland neu zu fassen:
- Bücher, Broschüren, Musiknoten und Landkarten. Diese Druckwerke können von jedermann als Drucksachen zu ermäßigter Gebühr ins Ausland gesandt werden.
- Gemeinsame Bestimmungen. Preislisten, Prospekte, Kataloge oder sonstige geschäftliche Drucksachen dürfen den Drucksachen zu ermäßigter Gebühr ins Ausland nicht beigefügt werden.

Sendungen ins Ausland müssen mit der französischen Bezeichnung „Imprimé à taxe réduit“ oder mit der englischen Bezeichnung „Printed paper at special reduced rate“ in Verbindung mit der deutschen Bezeichnung „Büchersendung“ versehen werden.
25. August 1988. Die elfte Verordnung zur Änderung der Postordnung verändert die Auslandsgebühren für Drucksachen zu ermäßigter Gebühr im Gewichtsbereich zwischen 500 und 2.000 g.
Vom 1. Juli 1991 an ist der Versand von Drucksachen zu ermäßigter Gebühr in die neuen Länder nicht mehr möglich. Die für diese Sendungsart noch geltenden Verordnungen über die Gebühren im Post- und Fernmeldeverkehr mit der Deutsche Post der DDR vom 4. Juni 1976, zuletzt geändert durch Verordnung vom 22. März 1991, tritt zu diesem Zeitpunkt außer Kraft.

## Versandbedingungen in Deutschland

### Zugelassene Druckwerke
Unter die Versendung fielen folgende Druckwerke:
- Bücher
- Druckhefte
- Broschüren
- Musiknoten
- Landkarten

Folgende Druckwerke mussten im Bundesgebiet herausgegeben und unmittelbar von den Verlegern oder von Zeitungsvertriebsstellen (Zeitungshändler usw.) versandt werden:
- Zeitungen
- Zeitschriften

### Erlaubte Beilagen
Als Beilagen waren ausschließlich erlaubt:
- Rechnung (der Dienstleistung)
- Zahlungsverkehrsvordruck
- Rückantwortumschlag
- Leih- und/oder Buchlaufkarte

Nur auf dem Umschlag sowie auf je zwei aufeinanderfolgenden Seiten am Anfang und Ende des Werkes war Werbung zugelassen. Diese Druckerzeugnisse mussten einen Einband oder Umschlag haben und an einer Seite fest zusammengehalten sein.

### Kennzeichnung und Verpackung
- Die Sendung musste mit dem Vermerk Büchersendung oder Drucksache zu ermäßigter Gebühr oberhalb der Anschrift gekennzeichnet werden und freigemacht sein.
- Ein zerstörungsfreies Öffnen und Wiederverschließen des Umschlages – z. B. mittels Musterklammern – musste möglich sein, da Druckwerke nicht dem Briefgeheimnis unterliegen und somit stichprobenweise kontrolliert werden können.
- Verschlossen konnten Büchersendungen sein, wenn mindestens 100 gleichartige Sendungen, d. h. Sendungen desselben Formats, derselben Gewichtsstufe und desselben Absenders, gleichzeitig eingeliefert wurden und der Absender mit deren Öffnung zur Inhaltsprüfung einverstanden ist. Verschlossene Sendungen mussten oberhalb der Anschrift mit dem Vermerk „Büchersendung/Entgelt gepr.“ gekennzeichnet sein.
- Das Höchstgewicht der Sendung betrug 1 kg. Seit 1. April 1993 wurden Büchersendungen in Angleichung an die neuen Briefformate als Standard, Kompakt, Groß und Maxi angeboten. Seit 1. Januar 2013 gab es nur noch die Formate Groß und Maxi.

### Versendung ins Ausland
Bis zum 31. Dezember 2018 waren bei Sendungen ins Ausland auch Bücher usw. als Ware erlaubt, sie konnten verschlossen eingeliefert werden. Der Kunde erklärte sich kraft der AGB automatisch mit der möglichen Öffnung einverstanden. Die Kennzeichnung lautete: Presse und Buch International. Neben dem Versand zum Einzeltarif war auch ein Versand zum Kilotarif möglich.

### Folgen von Verstößen
Falls diese Bedingungen nicht erfüllt sind, erfolgt eine Rücksendung oder es wird Nachporto erhoben. Die Einhaltung dieser Vorgaben wird stichprobenweise kontrolliert.

## Vergleichbare Produkte in anderen Ländern
Der United States Postal Service bietet den Tarif Media Mail bzw. M-bag an, mittels dessen Bücher und andere Medien zu einem günstigeren Tarif versendet werden können. Traditionell ist die Bezeichnung printed matter  üblich.